# Caccobius excavatus
Caccobius excavatus är en skalbaggsart som beskrevs av Bai, Zhang och Yang 2007. Caccobius excavatus ingår i släktet Caccobius och familjen bladhorningar. Inga underarter finns listade.